# Kaossmaragder
 Denne artikel bør gennemlæses af en person med fagkendskab for at sikre den faglige korrekthed.

Kaossmaragderne (også kaldet Chaos Emeralds på engelsk og japansk), er en samling fiktive, magiske ædelsten fra videospilserien og franchisen Sonic the Hedgehog skabt af Sega. Antallet af dem har ændret sig mange gange men har været fastsat til syv siden Sonic Adventure udkom til Dreamcast-konsollen. De syv magiske ædelsten skulle efter sigende indeholde en form for evighedsenergi, og kan i spillene, i animationsserien Sonic X og realfilmserien give enorme kræfter i et stykke tid til et væsen, hvorefter de spredes for alle vinde.

## Magiske egenskaber
De syv Kaossmaragder har siden spillet Sonic the Hedgehog 2 kunnet give en, i dette tilfælde Sonic, enorme kræfter i en forvandling kaldet et Superstadie (Super State) hvori Sonic er kendt som "Super Sonic". De kan også bringe en tilbage i live som set i Sonic X med Shadows genfødsel og i Sonic the Hedgehog (2006) spillet. Smaragderne har også hver især sin egen farve og er på størrelse med en menneske næve, og er derfor også meget værdifulde på andre måder end bare deres uændrede store energimængde. Det er Herksersmargden (Master Emerald) som holder kaossmaragdernes energi stabilt, som for det meste er bevogtet af Knuckles. Dette gør den til en meget kraftfuld og værdifuld ædelsten.
I flere af spillene eksisterer der også andre mægtigere forvandlinger af karaktererne, heriblandt Sonic, hvor smaragderne spiller en rolle i selve forvandlingen.
| computerspil | Spire Denne computerspilsrelaterede artikel er en spire som bør udbygges. Du er velkommen til at hjælpe Wikipedia ved at udvide den. |